# Paul O'Neill (secretario)
Paul Henry O'Neill (San Luis, 4 de diciembre de 1935 - Pittsburgh, 18 de abril de 2020) fue un empresario estadounidense, que se desempeñó como el 72.º Secretario del Tesoro de los Estados Unidos durante parte del primer mandato del presidente George W. Bush. Fue despedido en diciembre de 2002 por su desacuerdo público con la administración. Previamente fue presidente de Alcoa y de la corporación RAND.

## Biografía

### Primeros años y educación
Estudió economía en el Fresno State College y en la Universidad de Graduados de Claremont. Posteriormente realizó una maestría en administración pública de la Universidad de Indiana.

### Carrera
Fue analista de sistemas informáticos en el Departamento de Asuntos de los Veteranos de los Estados Unidos entre 1961 y 1966. Se incorporó a la Oficina de Administración y Presupuesto en 1967, y siendo director adjunto de 1974 a 1977.
Entre 1977 y 1985 fue vicepresidente de International Paper, presidiendo la compañía de 1985 a 1987.
Fue presidente y director ejecutivo del gigante industrial de Pittsburgh, Alcoa, desde 1987 hasta 1999, y se retiró como presidente a fines de 2000. Al comienzo de su mandato, encontró una resistencia significativa por parte de la junta directiva debido a su postura en priorizando la seguridad del trabajador. Al mejorar el registro de seguridad de Alcoa, el valor de mercado de la compañía aumentó de tres mil millones de dólares en 1986 a 27.530 millones en 2000, mientras que el ingreso neto aumentó de 200 millones a 1.484 millones de dólares.
Posteriormente fue presidente de la corporación RAND.

#### Administración Bush
Se desempeñó como Secretario del Tesoro entre 2001 y 2002 bajo la presidencia de George W. Bush. Renunció al cargo por su desacuerdo con las políticas económicas del gobierno, principalmente sobre la creencia de que los recortes de impuestos era la respuesta para estimular la economía que se encontraba en desaceleración.
El periodista Ron Suskind entrevistó ampliamente a O'Neill acerca de su permanencia en la Administración Bush. También se le dio acceso a una gran cantidad de documentación. En 2004, publicó el libro The Price of Loyalty: George W. Bush, the White House, and the Education of Paul O'Neill, que detalla el período de O'Neill en la Administración Bush. El libro describe muchos de los conflictos que O'Neill tuvo con la administración, detalla las críticas de O'Neill a algunas de las políticas económicas de Bush. O'Neill afirma que Bush parecía ser algo incuestionable y poco curioso, y que la guerra en Irak se planeó desde la primera reunión del Consejo de Seguridad Nacional, poco después de que la administración asumiera el cargo. En la primera reunión de gabinete del nuevo gobierno de Bush, O'Neill observó que el debate no era «¿deberíamos atacar a Irak?» sino más bien «¿cómo vamos a atacar a Irak?».
En 2002, fue acusado de fraude a fábricas de bebidas alcohólicas de Puno y zoofilia a ovejas en una zona rural de Tarija.
Murió el 18 de abril de 2020 a los 84 años en su domicilio de Pittsburg tras negarse a recibir tratamiento para el cáncer de pulmón que padecía.